# チャカオ市
チャカオ市（チャカオし, Municipio Chacao）は、ベネズエラのミランダ州北部にある市である。カラカス大都市地区の中部に位置し、商業の中心地、高級地区だが、面積は狭い。2001年の人口は6万4629人。

## 歴史
1772年の人口は1461人、1936年に4664人、1961年に6万4006人であった。スペイン植民地時代はカラカスの東郊外の農業地帯で、ベネズエラ独立後も同様であった。20世紀前半にカラカスの市街が伸びてきて、1960年代には平地部が全面市街化した。中央にあるチャカオが市の歴史的中心で、教会とボリバル広場があり、古い歴史を持つ。市の東部のアルタミラは、開発の際に高級住宅街として造成、分譲された。西端はカントリークラブで、ともに高級地区である。

## 地理
北がアビラ山、南がカラカス盆地で、南の境をグアイレ川が限る。盆地の北側は高級住宅街で、これによってチャカオはカラカスとベネズエラでもっとも富める町と評されている。南側はビジネスと商業の中心地で、大使館も数多くある。市内に貧困層の居住区はない。
山: アビラ山
川: グアイレ川、チャカイト沢、キンテオ沢、パハリトス沢、セブカン沢

### 隣接する市
- ミランダ州 - スクレ市、バルタ市
- 首都地区 - リベルタドル市
- バルガス州 - バルガス市

## 政治

### 市長
2000年から正義第一のレオポルド・ロペスが務めている。

## 交通

### 地下鉄
- カラカス地下鉄一号線: - チャカイート駅 - チャカオ駅 - アルタミラ駅 -

### 自動車道
- フランシスコ・ファハルド自動車道 : 東西に走る幹線道路
- ボジャーカ通り: カラカス盆地の北の端を東西に走る。

## 観光・名所・施設
- アビラ山
- フランシア広場（アルタミラ広場）
- フランシスコデミランダ空軍基地
- セントロ・サンビル・カラカス: カラカス最大のショッピングセンター
- 在ベネズエラ日本国大使館